# Marko Pešić
Marko Pešić (in serbo Марко Пешић?; Sarajevo, 6 dicembre 1976) è un ex cestista e dirigente sportivo serbo con cittadinanza tedesca.
Alto 198 centimetri, giocava come guardia/ala.

## Carriera
I primi anni di carriera cestistica li passa con l'Alba Berlino, con la quale disputa alcune stagioni di Eurolega.
Figlio di Svetislav Pešić, Marko ha militato anche nella nazionale tedesca di pallacanestro.

## Palmarès
- Campionato tedesco: 6

Alba Berlino: 1996-97, 1997-98, 1998-99, 2000-01, 2001-02, 2002-03
- Coppa di Germania: 5

Alba Berlino: 1997, 1999, 2002, 2003
Cologne 99ers: 2005